# Carl Loewe
Johann Carl Gottfried Loewe (30 de novembro de 1796 - 20 de Abril de 1869), geralmente chamado Carl Loewe, foi um compositor alemão, barítono cantor e maestro. As suas canções foram suficientemente bem conhecidas e alguns o chamavam de o "Schubert da Alemanha do Norte", e Hugo Wolf veio a admirar o seu trabalho.

## Vida e Obra
Loewe nasceu em Löbejün e recebeu as primeiras lições de música de seu pai. Ele era um menino-do-coro, em Köthen, e depois em Halle, onde foi para o liceu. A beleza da sua voz encantou Madame de Stal, e obteve uma pensão de Jérôme Bonaparte, então rei de Vestefália, que lhe permitiu alargar a sua educação musical, e estudar Teologia na Universidade de Halle an der Saale.
Em 1820, ele mudou-se para Stettin (Szczecin), onde trabalhou como organista e diretor musical da escola. Foi aí que fez, a maior parte de sua obra como compositor, a publicação de uma versão de Goethe's Erlkönig em 1824 (escrito 1817-18), que alguns dizem rivalizar com Schubert. Ele passou a utilizar outros trabalhos poéticos, incluindo Friedrich Rückert, e traduções de William Shakespeare e Lord Byron.

## Ciclo de Canções
Acht Jugendlieder
1. An die Natur
2. Die treuen Schwalben
3. Das Blumenopfer
4. Romanze
5. An die Nachtigall
6. Die Jagd
7. Heimweh
8. Sehnsucht

Serbischer Liederkreis, op. 15
1. Mädchen und Rose
2. Beim Tanze
3. Überraschung
4. Des Jünglings Segen
5. Liebesliedchen
6. Kapitulation

Gregor auf dem Stein, op. 38
1. Herolde ritten von Ort zu Ort
2. Im Schloß, da brennen der Kerzen viel
3. Der junge König und sein Gemahl
4. Ein Klippeneiland liegt im Meer
5. Wie bräutlich glänzt das heilige Rom

Der Bergmann, op. 39
1. Im Schacht der Adern und der Stufen
2. Von meines Hauses engen Wänden
3. Unser Herzog hat herrliche Taten vollbracht
4. Es steht ein Kelch in der Kapelle
5. Als Weibesarm in jungen Jahren

Esther, op. 52
1. Wie früh das enge Pförtchen knarre
2. Der König auf dem gold'nen Stuhle
3. Nun auf dem fremden Boden mehret
4. Spielt, Mägdlein, unter euer Weide
5. Wie wohnst du in des Reiches Städten

Paria, op. 58
1. Gebet des Paria
2. Legende
3. Dank des Paria

Frauenliebe (Liederkranz von Chamisso) op. 60
1. Seit ich ihn gesehen
2. Er, der Herrlichste von allen
3. Ich kann's nicht fassen, nicht glauben
4. Du Ring an meinem Finger
5. Helft mir, ihr Schwestern
6. Süßer Freund, du blickest
7. An meinem Herzen, an meiner Brust
8. Nun hast du mir den ersten Schmerz getan
9. Traum der eignen Tage

Waldblumen: Eine Liedergabe von Dilia Helena, op. 89
1. Das Glockenspiel (Vorspiel)
2. Dein Auge
3. Allmacht Gottes
4. Des Mädchens Wunsch und Geständnis
5. Du Geist der reinsten Güte
6. Mit jedem Pulsschlag leb' ich dir

Kaiser Karl V, op. 99
1. Das Wiegenfest zu Gent
2. Kaiser Karl V. in Wittenberg
3. Der Pilgrim vor St. Just
4. Die Leiche zu St. Just

Waldblumen: Eine Liedergabe von Dilia Helena, op. 107
1. Mondlicht
2. Alles in dir
3. Frühling

Der letzte Ritter, op. 124
1. Max in Augsburg
2. Max und Dürer
3. Max' Abschied von Augsburg

Agnete, op. 134
1. Es schaute in die Wogen die Maid im Abendschein
2. Sie stürzt dem Neck zu Füssen
3. Sie ist herauf gestiegen aus der kristallnen Gruft
4. Und heller und heller quollen die Hymnen, der Orgel Sang

Gesangskreis
1. Gesang des Kaisers
2. Gesang des Kaisers
3. Gesang des Polus
4. Gesang des Bischofs nebst Kyrie
5. Gesang des Polus
6. Wechselgesang des Polus und Bischofs nebst Kyrie
7. Gesang der Persis
8. Des Polus Taufe

Liederkranz für die Bass-stimme, op. 145
1. Meeresleuchten
2. Der Feind
3. Im Sturme
4. Heimlichkeit
5. Reiterlied

## Canções e baladas
in Peters Edition albums:

(*Max Friedlaender collection only: **Hans Joachim Moser collection only)

- Edward, op. 1 no 1 (Johann Gottfried Herder)
- Der Wirthin Töchterlein, op. 1 no 2 (Ludwig Uhland) (*I)
- Der Erlkönig, op. 1 no 3 (Johann Wolfgang von Goethe)
- Herr Oluf, op. 2 no 2 (J G Herder)
- Elvershöh, op. 3 no 2 (**II)
- Golschmieds Töchterlein, op. 8 no 1 (Ludwig Uhland) (*I)
- Graf Eberstein, op. 9 VI no 5 (**II)
- (Serbischer Liederkreis, op. 15 (**II))
- Hochzeitslied, op. 20 no 1
- Der Zauberlehrling, op. 20 no 2 (**II)
- Die Wandelnde Glocke, op. 20 no 3 (**II)
- Die nächtliche Heerschau, op. 23 (Joseph Christian Freiherr von Zedlitz) (**I)
- Des fremden Kindes heil'ger Christ, op. 33 no 3 (**II)
- Der Fischer, op. 43 no 1 (*II)
- Der getreue Eckart, op. 44 no 2 (**II)
- Harald, op. 45 no 1
- Der Woywode, op.49 no 1 (Adam Mickiewicz)(**I)
- Heinrich der Vögler (Johann Nep. Vogl), op. 56 no 1
- Urgrossvaters Gesellschaft, op. 56 no 3 (*II)
- Fredericus Rex, op 61 (G.W.H. Häring) (*I)
- Süsses Begräbnis, op. 62 no 4 (**II)
- Das Erkennen, op. 65 no 2
- Die Glocken zu Speier, op. 67 no 2 (Max von Oër) (**I)
- Der Blumen Rache, op. 68 no 3 (*II)
- Kleiner Haushalt, op 71 (Friedrich Rückert)
- Prinz Eugen, op. 92 (Ferdinand Freiligrath)
- Der Mohrenfürst, op. 97 no 1
- Der Graf von Habsburg, op. 98 (*II)
- Der Pilgrim vor Sankt Just, op 99 no 3 (August von Platen-Hallermünde) (*II)
- Der verfallene Mühle, op. 109
- Des Glockentürmers Töchterlein, op 112a (Fr. Rückert) (*I)
- Der Mönch zu Pisa, op. 114 (*II)
- Der gefangene Admiral, op. 115 (**II)
- Odins Meeresritt, op. 118 (Aloys Schreiber) (**I)
- Trommelständchen, op. 123 no 2 (**II)
- Die Uhr, op. 123 no 3 (Gabriel Seidl) (**I)
- Archibald Douglas (Theodor Fontane), op. 128
- Der Nöck, op. 129 no 2 (nach August Kopisch)
- Tom der Reimer (Theodor Fontane), op 135